# Organische Architektur

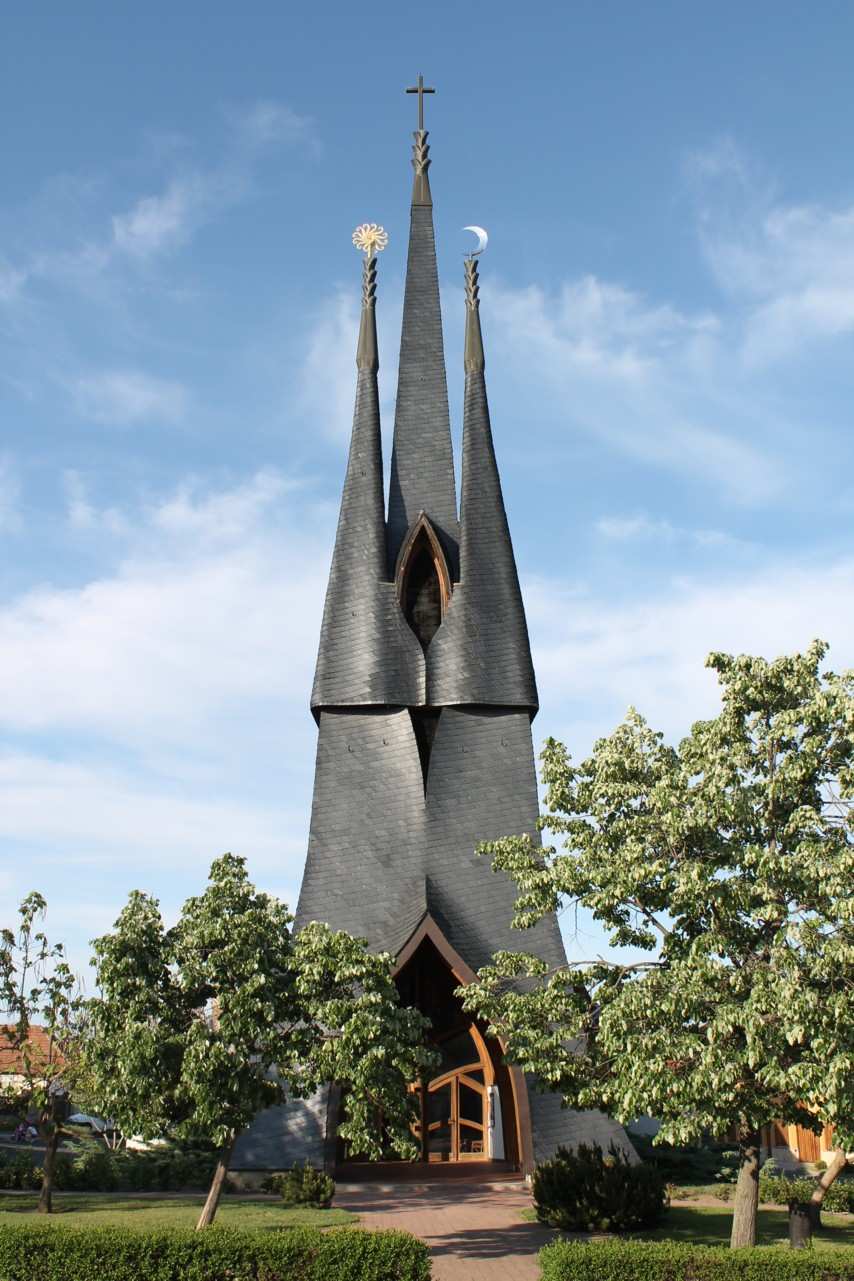
Katholische Kirche in Paks, Ungarn

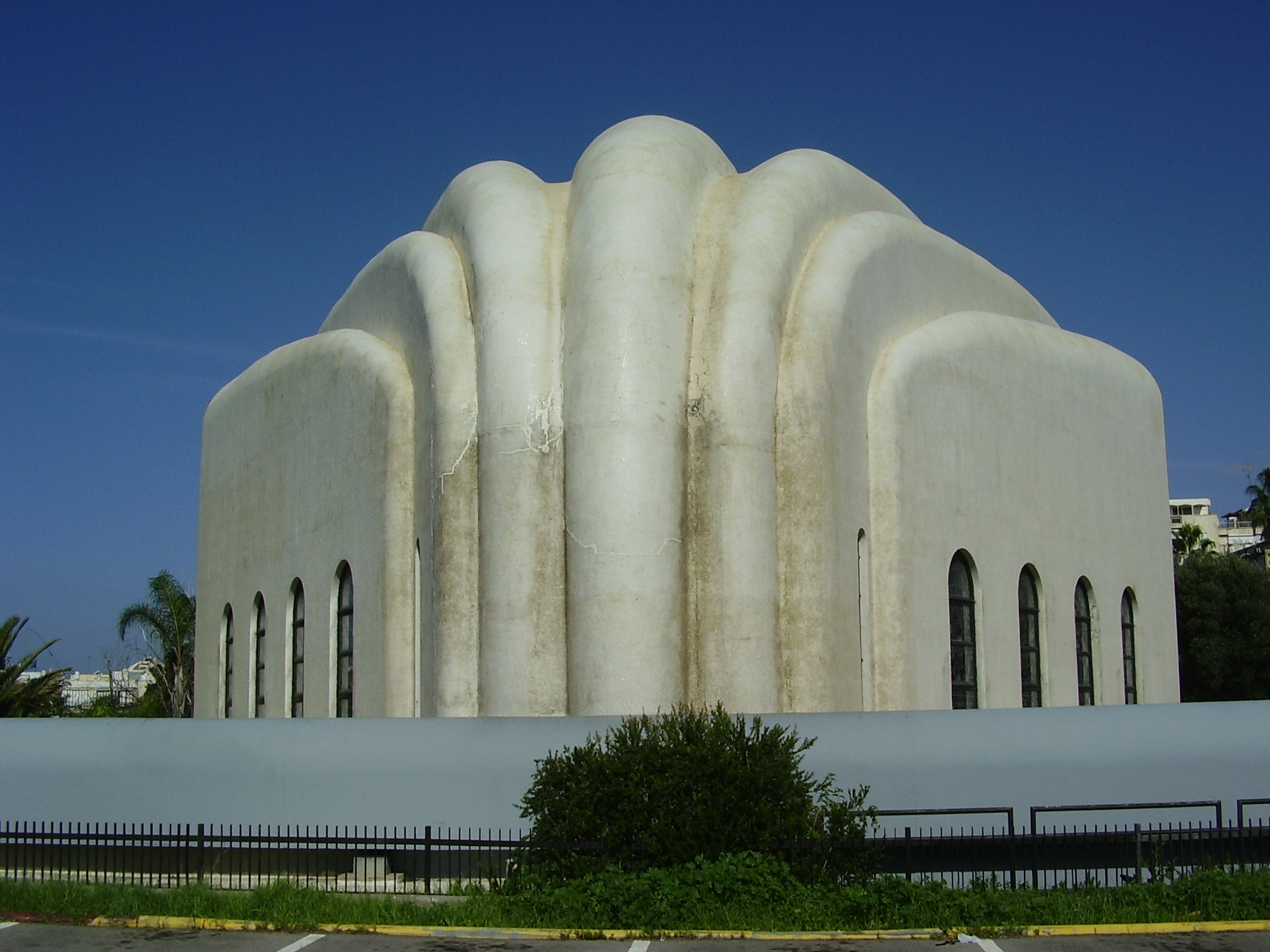
Die 1975–1980 erbaute Synagoge Heichal Jehudah (Tel Aviv), 2010

Als organische Architektur werden in der Architekturtheorie verschiedene Richtungen der Architektur seit der Wende zum 20. Jahrhundert zusammengefasst, die die Harmonie von Gebäude und Landschaft, eine den Baumaterialien gemäße, „organisch“ aus der Funktion heraus entwickelte Form sowie eine biologische, psychologische und soziale Zweckmäßigkeit der Architektur anstreben. In neuerer Zeit tritt noch das Konzept des ökologischen Bauens hinzu, das sich mit Konzepten der organischen Architektur zum Teil deckt.
Stilistisch ist die organische Architektur heterogen und keiner bestimmten Ästhetik verpflichtet. Der Grundgedanke, nicht Funktion, Materialien und Zweck einem Form- oder Stilwillen zu unterwerfen wie etwa beim Bauhaus, sondern die Form aus diesen Bedingungen „erwachsen“ zu lassen, brachte ganz unterschiedliche Ergebnisse hervor. Er ermöglicht sowohl der klassischen Moderne entsprechende, strenge Formen, als auch plastische und biomorphe, die häufiger vertreten sind.
Es gibt keine vorgegebenen äußeren Stilmittel. Mittel sind die architektonischen und künstlerischen Gesetze selbst, d. h. Proportionen, plastische Formenvielfalt, Raumgebärden, Farben, Materialcharaktere usw. Diese Regeln wurden von den Vertretern einer organischen Architektursprache sehr unterschiedlich gewichtet bzw. definiert. Vor allem der Ansatz der gesamtheitlichen Sichtweise hat, im Gegensatz zu seinem eigenen Anspruch, zu differenzierten Ergebnissen geführt, indem sich Architekten wie Gaudí, Frank Lloyd Wright oder Hugo Häring gegenüberstehen.

## Organbegriff

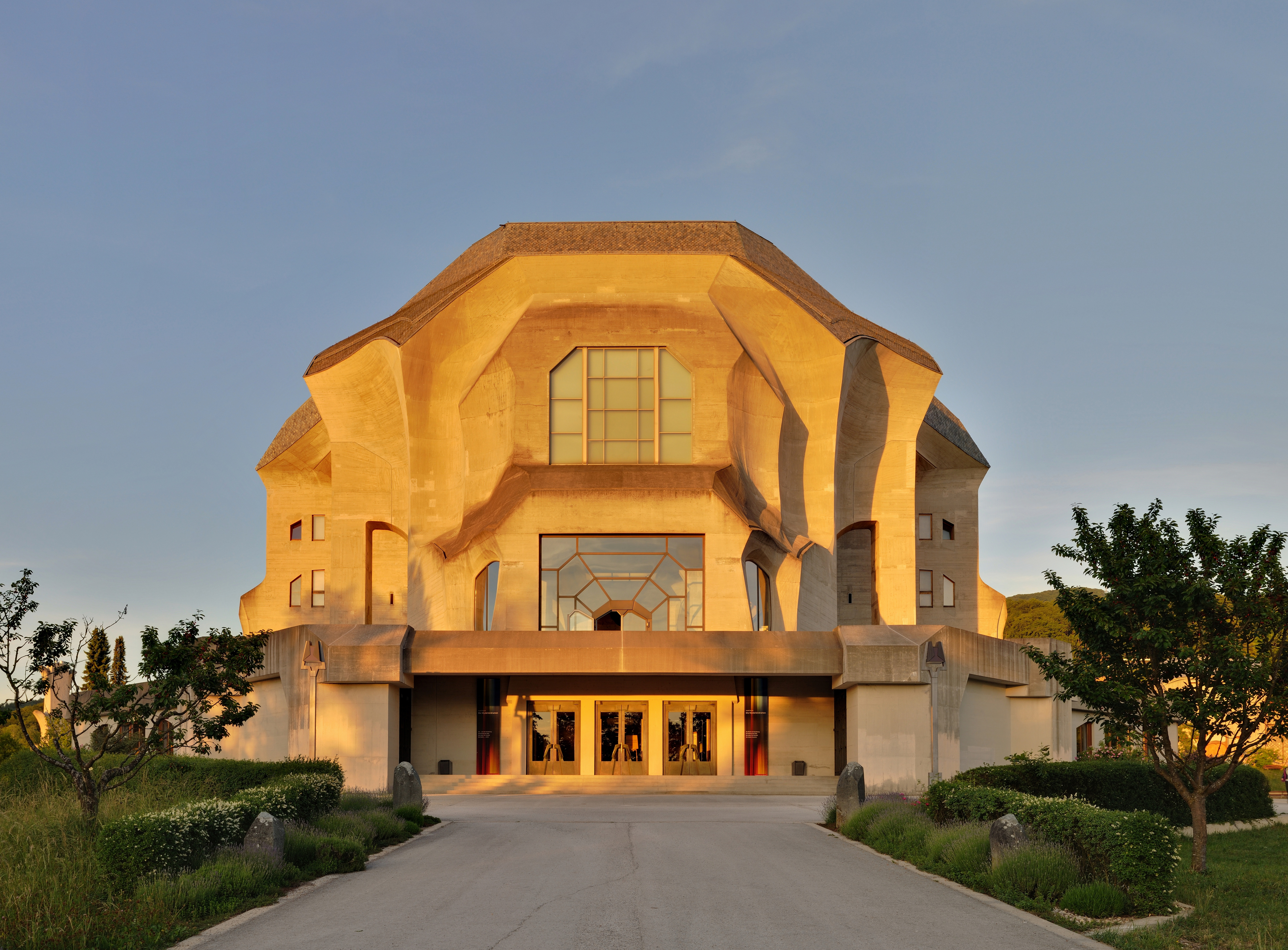
Rudolf Steiner: zweites Goetheanum

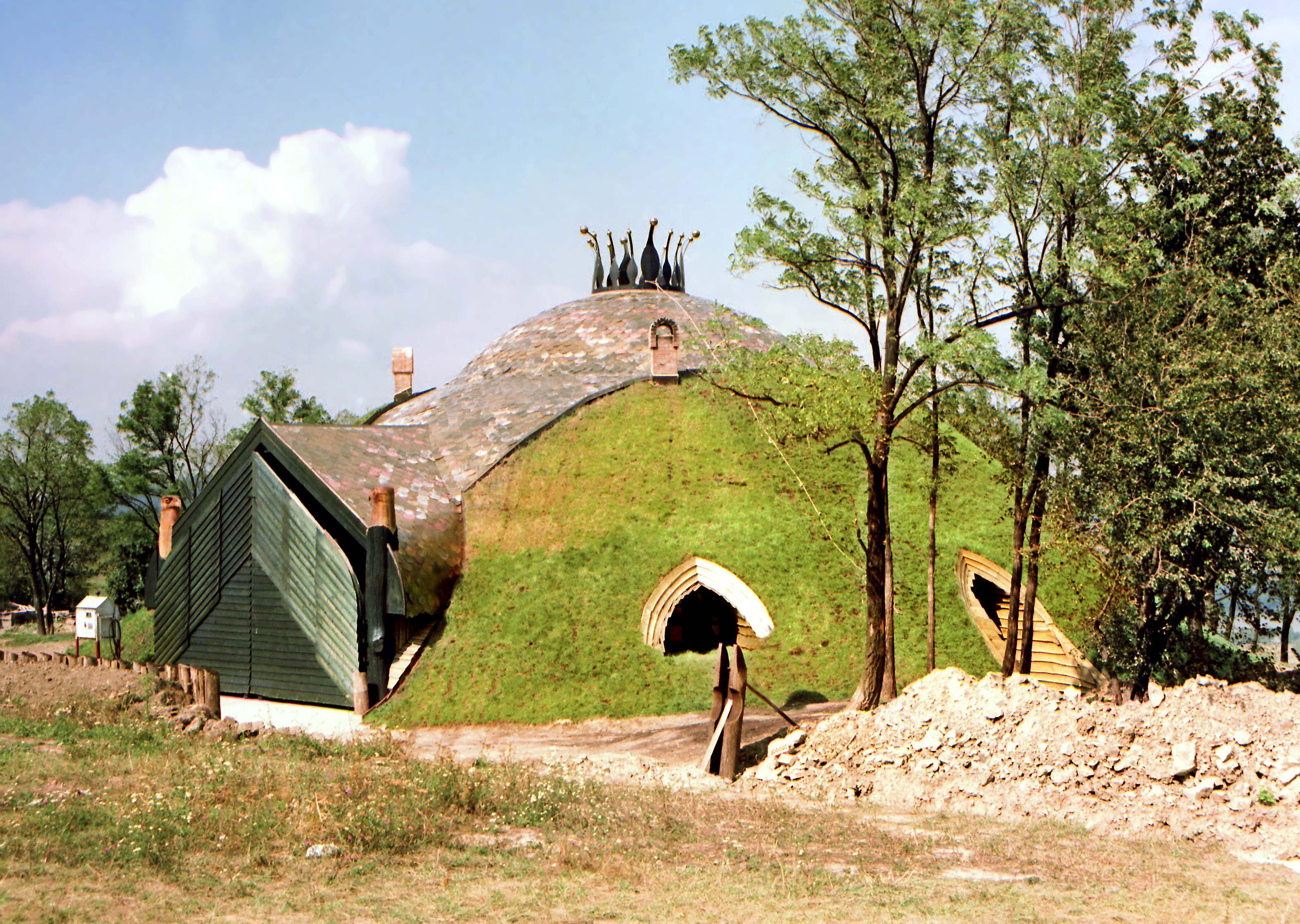
Pilisi Parkerdö (Visegrád, Ungarn): Grashaus. Architekt Imre Makovecz (1984)

Im Griechischen bedeutet Organ (Organon) so viel wie Werkzeug. Der Beginn einer Begrenzung des Begriffs auf das, was heute damit allgemein beschrieben wird (funktional und physiologisch abgrenzbarer, aber integraler Teil eines (lebendigen) Wesens/Körpers), lässt sich bei Aristoteles finden. Der heutige Begriff Organ bezeichnet Teile/Körperteile lebender Wesen.

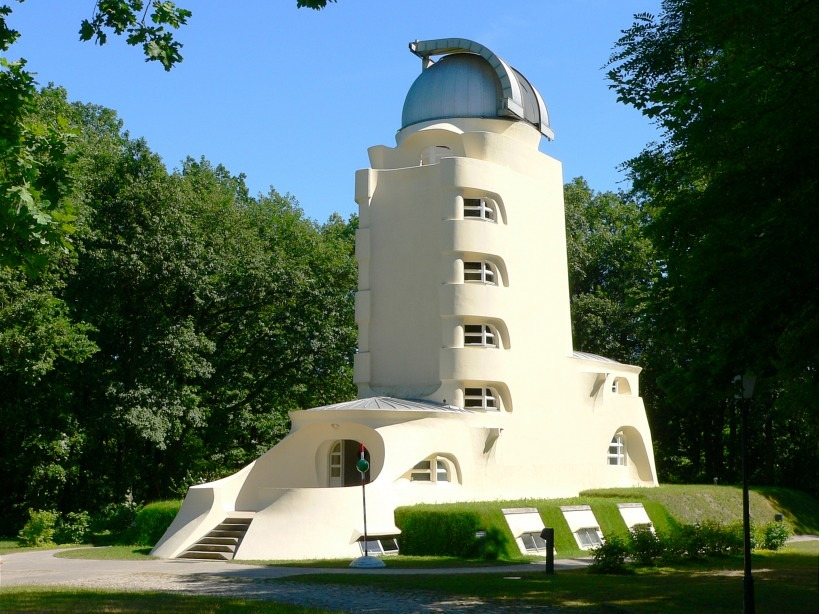
Erich Mendelsohn: Einsteinturm

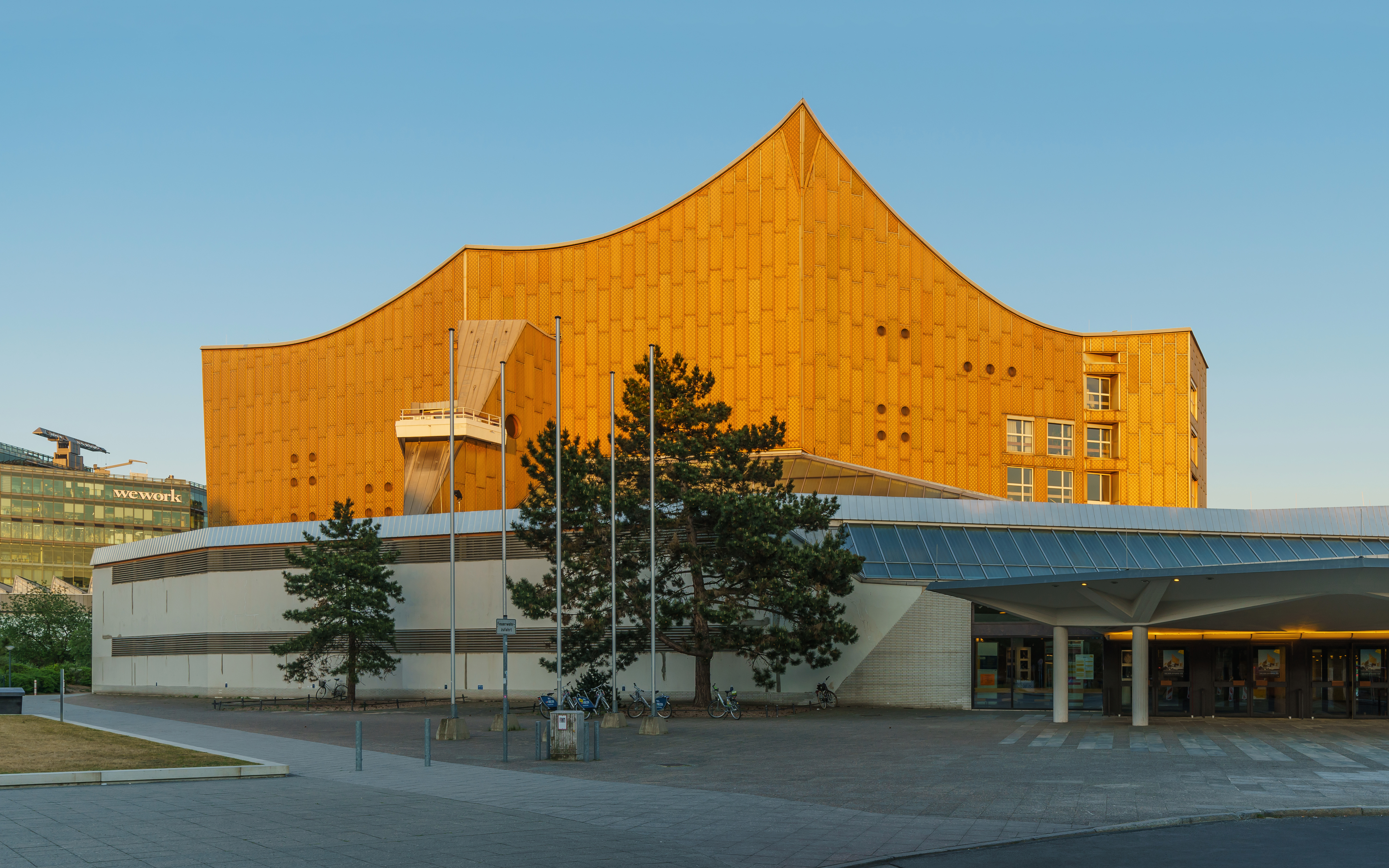
Hans Scharoun: Philharmonie Berlin

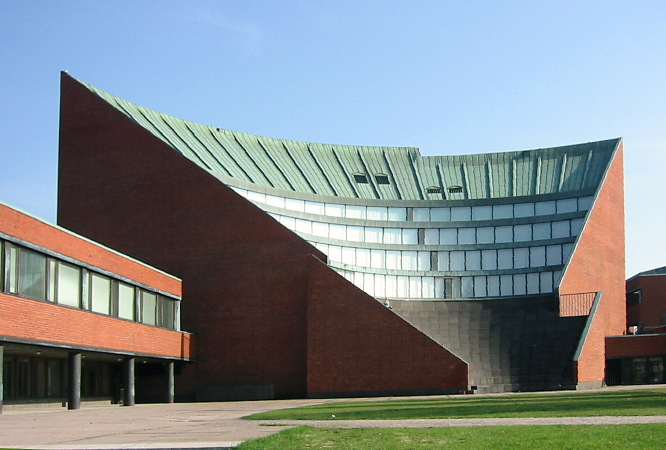
Alvar Aalto: Technische Universität Helsinki

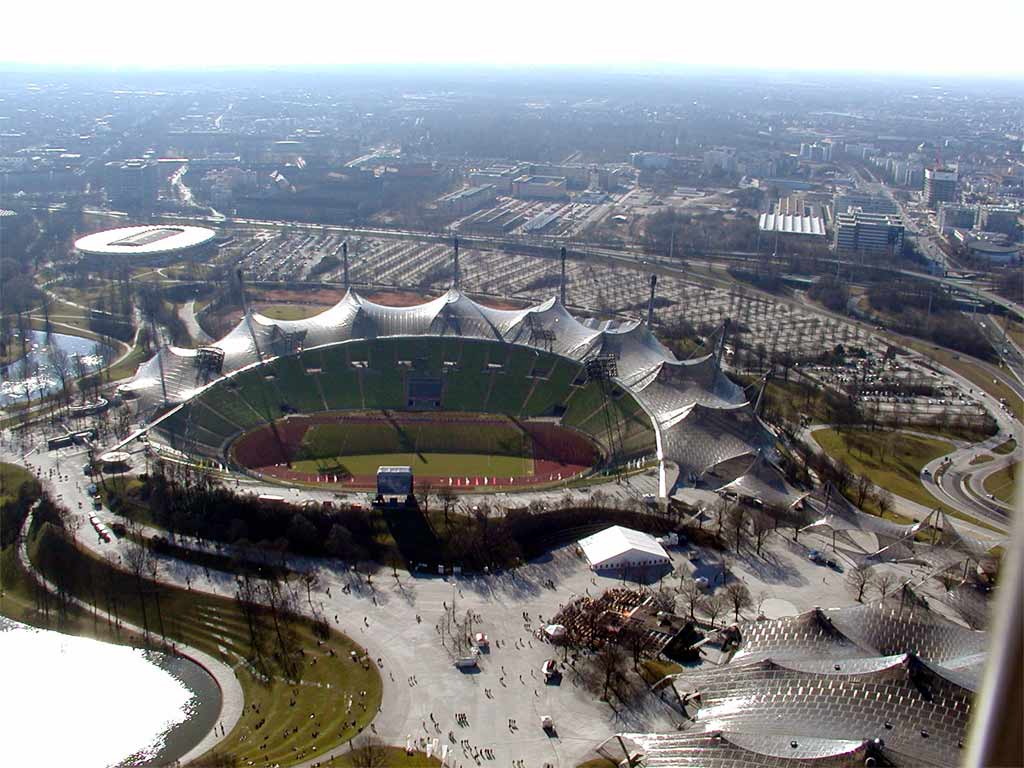
Frei Otto: Olympiastadion München

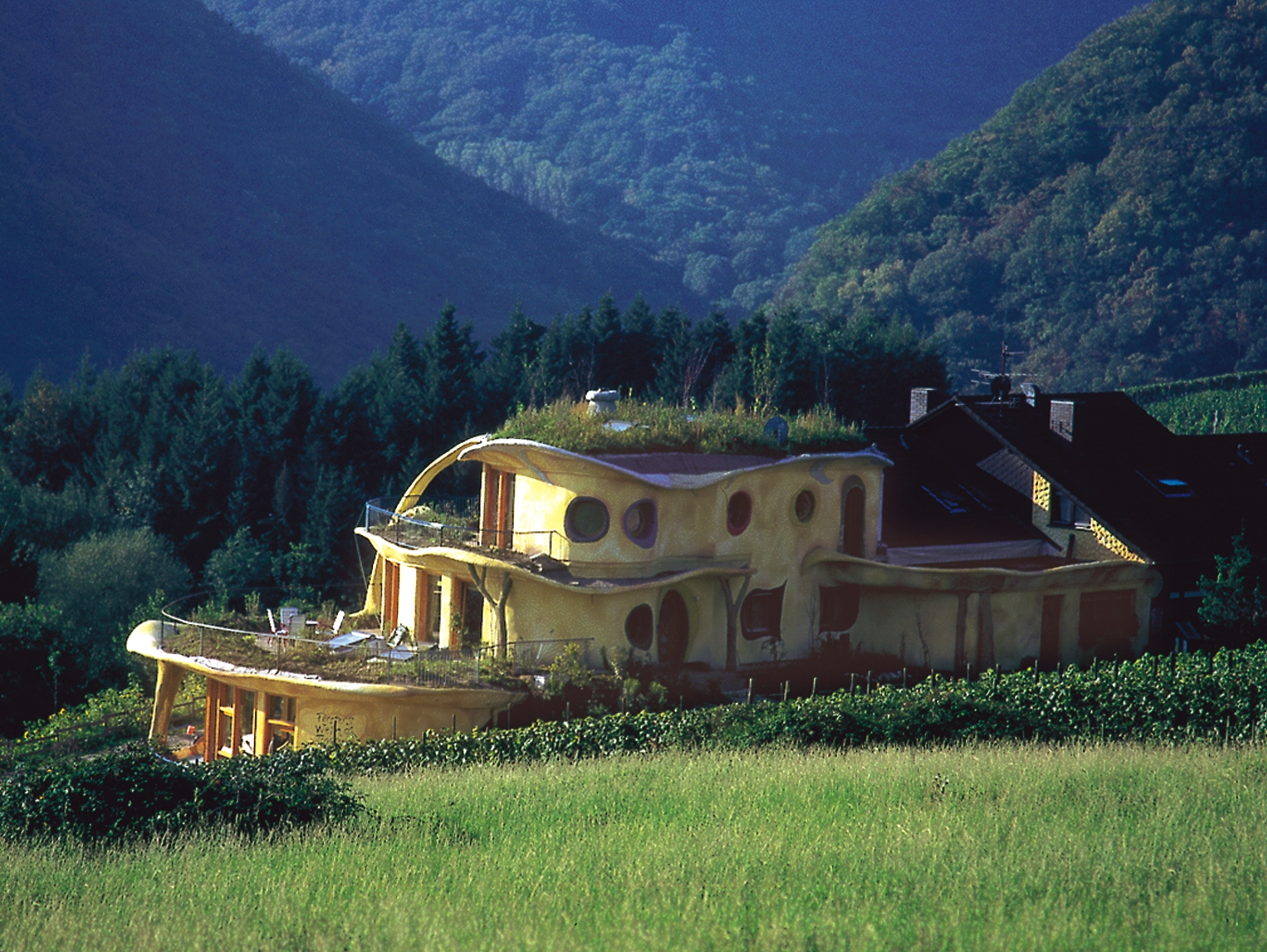
Udo Heimermann: Försters Weinterrassen, Bad Neuenahr-Ahrweiler (2000)

Wayfarers Chapel in Rancho Palos Verdes, Kalifornien, von Lloyd Wright (1951)

Mit dem 18. Jahrhundert wird der Organbegriff häufiger Definitionsgegenstand. Kant beschäftigt sich Ende des 18. Jahrhunderts mit den Organismen, „organisierten Wesen“ als Naturzwecken: „In einem solchen Produkte der Natur wird ein jeder Teil (…) als um der anderen willen und des Ganzen willen existieren, d.i. als Werkzeug (Organ) gedacht(…) als ein die anderen Teile hervorbringendes Organ, dergleichen kein Werkzeug der Kunst, sondern nur der (…) Natur sein kann: und nur dann und darum wird einsolches Produkt, als organisiertes und sich selbst organisierendes Wesen, ein Naturzweck genannt werden können“. Indem so also die Organe unter das Ganze, den Organismus als Naturzweck untergeordnet erscheinen, sind sie an Zwecken ausgerichtet. Bei Schelling geht die Überlegung hin zur Form, indem er behauptet, „der Lebensprozess (sei) selbst Ursache der Mischung sowohl als der Form der Organe“ sowie, dass „in der Organisation die Figur jedes Teils von seiner Eigenschaft abhängt“.
Im 19. Jahrhundert löst sich, nachdem Organ in den Alltagswortschatz übergegangen ist, das Adjektiv organisch aus dem engeren Definitionsrahmen des Substantives. „Organisch“ erhält eine sehr allgemeine Bedeutung, indem es auf lebendige, natürliche Erscheinungsformen im Allgemeinen verweist, z. B. im Sinne der organischen Chemie.

## Ursprünge des Begriffs der organischen Architektur
Nach Joseph Rykwert ist bei dem Italienischen Mönch und Architekten Carlo Lodoli um 1750 zum ersten Mal von Organischer Architektur die Rede (überliefert vom Lodoli-Schüler Andrea Memmo in Elementi d´Architettura Lodoliana um 1786). Konkretisiert werden Lodolis Vorstellungen in Möbeln, die sich durch konkave Formung der Kontur des menschlichen Körpers äußerlich anpassen. Das theoretische Grundgerüst wird Mitte des 19. Jahrhunderts vom amerikanischen Bildhauer Horatio Greenough formuliert: „Meine Theorie vom Bauen lautet wie folgt: Eine wissenschaftliche Anordnung der Räume und Formen in Anpassung an die Funktion und den Ort; Betonung der Elemente proportional zu ihrer Bedeutung in bezug auf die Funktion; Farbe (organische Farbigkeit) und Ornament müssen, nach streng organischen Gesetzen bestimmt, angewandt und variiert werden, wobei jede Entscheidung genau zu rechtfertigen ist.“
In Kenntnis von Greenough hat Louis H. Sullivan seine These formuliert: „Es ist das Gesetz aller organischen und anorganischen, aller physischen und metaphysischen, aller menschlichen und übermenschlichen Dinge, aller echten Manifestationen des Kopfes, des Herzens und der Seele, dass das Leben in seinem Ausdruck erkennbar ist, dass die Form immer der Funktion folgt.“ Die pointierte Kurzfassung Form Follows Function ist bis heute ein elementarer Bestandteil der funktionalistischen Architekturtheorie.

## Entwicklung seit dem 20. Jahrhundert
Unterschiedliche praktische Ansätze und theoretische Äußerungen zur organischen Architektur entstanden Anfang des 20. Jahrhunderts mit der Befreiung von historisierenden Architekturstilen und -formen, u. a. Klassizismus, und verschiedenen weiteren, mit der Vorsilbe Neo- eingeordneten, allgemein auch als Eklektizismus charakterisierten Stilmerkmalen. Auf der Suche nach neuen Formen tendierten die Architekturphilosophien letztendlich zu zwei Strömungen: einer mehr rational-geometrischen und einer mehr künstlerisch-skulpturalen. Als Gegensatz dazu benennen lässt sich zum Beispiel die Funktionalität bei Mies van der Rohe mit der reinen Raum-Schaffung für einen spezifischen, (vordergründig-verbal) nicht weiter definierten Flächenbedarf.
Der Begriff „organisch“ wird dabei von einigen Architekten benutzt, um das Prinzip „des sich organisch aus einer Sache heraus entwickelnden“ auszudrücken, im Gegensatz zum mechanisch-additiven. Der Begriff, der innerhalb der Philosophie im Umfeld von Gedanken zur Ganzheitlichkeit gefunden werden kann, steht damit, gelegentlich auch unter religiös geprägten Aspekten, im Gegensatz zu stark materialistisch bzw. analytisch-naturwissenschaftlich geprägten Sichtweisen. Damit ist die praktische formale Ausprägung innerhalb der Architektur diversiv und integriert unter dem Begriff organisch Tendenzen, die parallel zu (aufbauend auf) Jugendstil (Antoni Gaudí) und Expressionismus (Erich Mendelsohn) verlaufen, aber auch zu landschaftlich bezogenen Beispielen führen, so z. B. bei Hans Scharoun oder im Haus Fallingwater von Frank Lloyd Wright. In der Benutzung des Organbegriffs ergeben sich zugleich überraschende Überlagerungen mit dem eher rational geprägten Funktionalismus. Indem das werkzeughafte des Organischen u. a. bei Hugo Häring eine wichtige Rolle einnimmt, wird die gedankliche Parallele zur funktionalistischen Moderne sichtbar. In beiden Stilrichtungen ist die Zweckerfüllung ein vordergründiges Ziel der formalen Ausbildung. Die Unterscheidung ergibt sich dann z. T. erst wieder aus den sehr verschiedenen Interpretationen der „Zwecke“, die Gebäude bzw. Architekturen zu erfüllen hätten.
Auch die Anthroposophische Architektur lässt sich der künstlerisch-skulpturalen Strömung zuordnen mit ihren Raumskulpturen, die jeweils vom Entwerfer angenommene psychologische Wirkungen entfallen sollen. In den 80er Jahren wurde die organische Architektur zunehmend vom ökologischen, nachhaltigen Bauen und der Formfindung aus wissenschaftlichen Untersuchungen der Bionik geprägt.

## Architekten
Zu den frühesten Vertretern der organischen Architektur werden Antoni Gaudí und Louis Sullivan, der Schöpfer der These form follows function, gezählt. Gaudí nannte als sein Vorbild: „Ein aufrechter Baum; er trägt seine Äste und diese die Zweige und diese die Blätter. Und jeder einzelne Teil wächst harmonisch, großartig, seit der Künstler Gott ihn geschaffen hat.“
Weitere wichtige Vertreter der organischen Architektur sind Frank Lloyd Wright, Lloyd Wright, Eero Saarinen, Hugo Häring, Hans Scharoun, Chen Kuen Lee, Alvar Aalto und der Entwickler leichter Tragwerke Frei Otto. Erwähnenswert sind auch die Vertreter der ungarischen organischen Architektur, etwa der anthroposophisch orientierte Imre Makovecz und die so genannte Pécser Gruppe um György Csete.
Die Bauten von Santiago Calatrava verwenden ein organisch-futuristisches Design.
Hingegen werden die Bauten des Malers Friedensreich Hundertwasser von Kritikern nicht als Werke der organischen Architektur angesehen, da vorwiegend konventionelle Bauwerke bzw. Grundrisse mit dekorativer Verzierung angereichert seien.

## Periodikum
- Mensch + Architektur Berlin, seit 1990 ISSN 1616-4024 Zeitschrift zu organischer Architektur